# Hawker 400
De Hawker 400 (ook bekend als BeechJet 400) is een Japans/Amerikaanse tweemotorige laagdekker zakenjet. Het toestel werd in eerste instantie ontwikkeld en gebouwd door het Japanse bedrijf Mitsubishi. De eerste vlucht vond plaats op 29 augustus 1978. In 1985 gingen de rechten op het vliegtuigontwerp plus een aantal onafgebouwde toestellen over op de Amerikaanse vliegtuigbouwer Hawker-Beechcraft. Er zijn in totaal 951 exemplaren gebouwd (inclusief die van Mitsubishi). In 30 jaar tijd is het toestel geproduceerd onder de namen: Mitsubishi Diamond, BeechJet 400 en Hawker 400. De militaire versie had de naam T-1 Jayhawk.

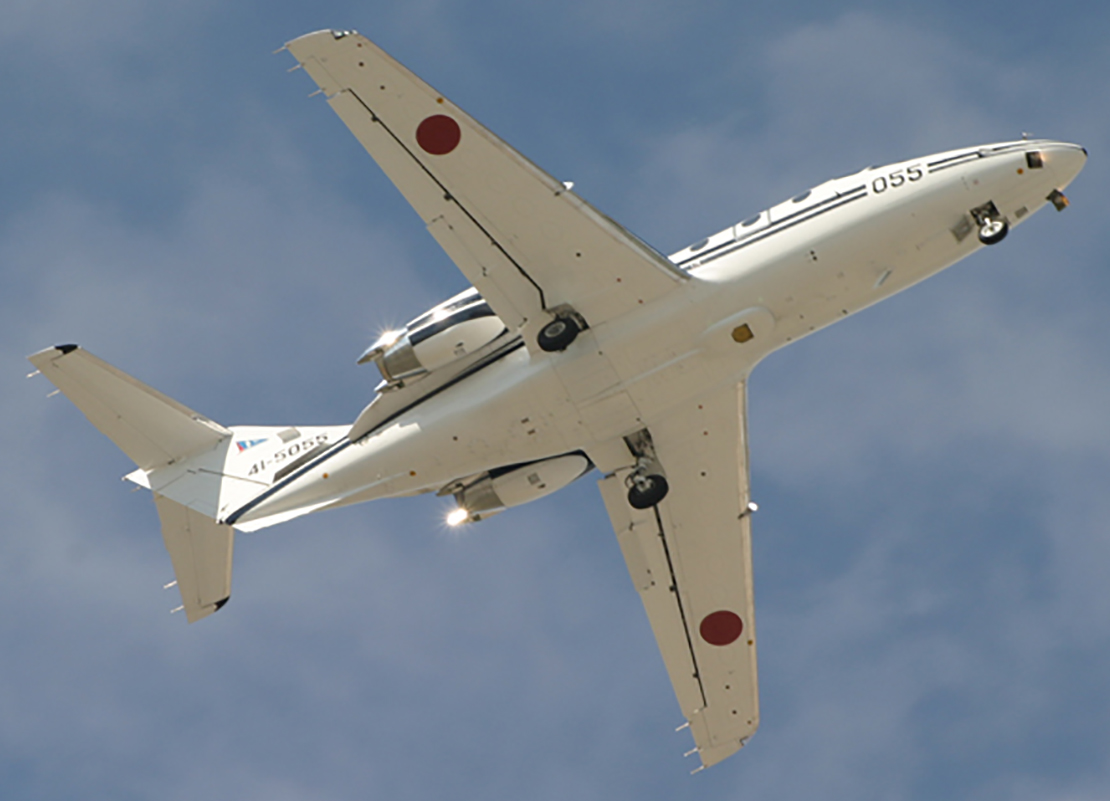
BeechJet 400 van de Japanse Luchtmacht

Sinds 2017 biedt Beechcraft een fabrieksmatige 400XPR upgrade aan van model 400 toestellen die kan worden uitgevoerd binnen 12 weken. De upgrade bestaat uit: nieuwe avionics, interieur, winglets en Williams FJ44-4A-32 turbofans. De upgrade zorgt voor 16-20% minder brandstofverbruik en een 33% groter vliegbereik.

## Varianten
Mitsubishi MU-300 Diamond I
Origineel model gebouwd door Mitsubishi.
Mitsubishi MU-300-10 Diamond II
Verbeterde versie van de Diamond I. Later hernoemd naar Beechjet 400s.
Beechcraft Model 400 Beechjet
Door Beechcraft gebouwde MU-300 Diamond II.
Model 400A
Upgrade van de Model 400. Verkocht onder de namen: BeechJet 400A, Raytheon BeechJet 400A en Hawker Beechcraft 400 XP.
Model 400T
Militaire versie voor de United States Air Force met type-aanduiding T-1 Jayhawk.
Hawker 400XPR
Upgrade van de Hawker 400XP (geen nieuwbouw), gecertificeerd in 2016.

## Vergelijkbare vliegtuigen
- Beechcraft Premier I
- Cessna CitationJet
- Embraer Phenom 300
- Dassault Falcon 10